# The Eric Andre Show
The Eric Andre Show es una serie estadounidense de humor absurdo y de sketches, creada por Eric André en 2012 para el bloque nocturno de Cartoon Network, Adult Swim. La serie, que es una parodia de distintos programas de entrevistas y de la televisión de acceso público, es presentada por el mismo André, y fue copresentada por Hannibal Buress hasta 2020. Estrenada el 20 de mayo de 2012, la serie cuenta con 5 temporadas, consistiendo de 10 cada una, para un total de 50 episodios. También ha habido 3 episodios especiales, así como 8 especiales de corta duración. Adult Swim anunció la 6.ª temporada en mayo de 2022, estrenada el 4 de junio de 2023.

## Premisa
Al iniciar un episodio, se muestra siempre el set principal del programa, conformado por una silla para entrevistados, un escritorio, y algunas decoraciones. El respectivo narrador dice "¡Damas y caballeros, es el Show de Eric Andre!", y la canción empieza a sonar. Inmediatamente después de esto, Eric André corre hacia el set, gritando, y procede a destruir el fondo, el escritorio, la decoración, así como agredir, cuando tiene la oportunidad, a ciertas personas. Cada episodio muestra una forma diferente en la cual André destruye, agrede, y es agredido. Cuando la canción finaliza, Eric regresa a su silla de escritorio, y los tramoyistas retiran rápidamente los muebles rotos y los reemplazan con piezas idénticas. Hannibal Buress, ingresa al set, usualmente con pocos e incomodos aplausos, y se sienta en la silla para entrevistados. Eric procede a hacer un monólogo, en el que incorpora elementos de humor negro y absurdo. En el monólogo, casi siempre se le dificulta hablar, provocando que Hannibal se burle de él, conllevando a una defensa agresiva de parte de Eric. Después del monólogo, la serie presentara distintos sketches, bromas de cámaras ocultas, así como entrevistas surreales con celebridades.
Al finalizar, un artista invitado realiza una actuación durante los créditos. Las actuaciones finales suelen ser parodias de actos de aficionados comunes a la televisión de acceso público, mientras que otras veces son músicos reales que tocan sus propias canciones con un fuerte giro de tuerca. Algunos ejemplos de actuaciones finales que se pueden explicar, sería el caso de una actuación de "unas niñas que encontré en la esquina" saltando la cuerda, al final de un episodio de la primera temporada. Otro ejemplo puede ser con el cantante Killer Mike, rapeando contra el rapero Action Bronson mientras están en cintas de correr, o la vez que Paul Wall rapea el libro infantil "James and the Giant Peach" de Roald Dahl.
La decoración y el ambiente del escenario, así como la vestimenta y apariencia de Eric André cambia cada temporada. 
En la primera temporada, siguiendo con el piloto de la serie, cuenta intencionalmente con poco presupuesto, usando cámaras marca Ikegami, en un estudio con muy poca iluminación construido en una bodega abandonada. Eric y Hannibal usan ropa casual. En la segunda temporada, la serie fue filmada en alta definición, obtuvo mejor iluminación, y Eric empieza a usar un traje, mientras Hannibal usa ropa un poco más formal. Para la tercera temporada, Eric se dejó crecer y se plancho su pelo, para parecerse a Katt Willams. La decoración del estudio incluyó plantas para darle un ambiente más "alegre". Sin embargo, esto contrasta el diseño en la cuarta temporada, donde Eric usa un tuxedo, introducen una nueva banda, y el escenario tiene un tono más gris. Eric en esta temporada también evito bañarse y peinarse, y bajo de peso considerablemente. Hubo un nuevo contraste en la quinta temporada, donde la decoración es mucho más reluciente e impecable, pero Eric se depila todo su cuerpo (menos sus cejas), usó colonia barata, se bronceó la piel y aumentó de peso. La banda fue nuevamente reemplazada. Esto tuvo un nuevo contraste con la sexta temporada, en la que Eric aparece "desgarrado, triturado, lleno de energía, completo con gotas de sudor que gotean de sus pellizcos tensos sobre sus relucientes abdominales de seis paquetes".
Las estrellas invitadas aparecen a lo largo del espectáculo, y varias de ellas se falsifican con imitadores o personas al azar, principalmente en la primera temporada. A partir de la segunda temporada, aparecieron más celebridades reales, incluidos músicos, actores, estrellas de los años 80, entre otros.

## Desarrollo
El programa fue influenciado en parte por Fantasma del Espacio de costa a costa, una serie que se emitió en Cartoon Network y luego en Adult Swim. André había dicho que antes de filmar la primera temporada, volvió a ver varios episodios para "absorber tanto Fantasma espacial como pudo". André también le hizo muchas preguntas al ejecutivo de Adult Swim, Mike Lazzo, el creador del programa, quien, según André, no tenía interés en el programa anterior. Otras influencias incluyen el personaje presentador del programa de entrevistas de Chris Farley de Saturday Night Live, el episodio "The Merv Griffin Show" de Seinfeld, Jiminy Glick, Tom Green (quien mismo haría una entrevista con André en el décimo episodio de la segunda temporada, también uniéndose a la destrucción el plató con una motosierra eléctrica; asimismo, André ha realizado varias entrevistas en su serie web Tom Green Live), Da Ali G Show y Conan O'Brien.
El aspecto del programa, según el codirector Andrew Barchilon, tenía la intención de imitar "este sentimiento icónico que se remonta a (los primeros) Letterman y Carson". Con respecto al tono del programa, el codirector Kitao Sakurai evitó etiquetar el programa como una parodia y dijo en 2012: "Creo que [el término] implica que dependemos al 100% del material que proporcionan otros programas de entrevistas legítimos, que solo estamos viviendo de eso. Creo que es más una deconstrucción, un programa de entrevistas de realidad alternativa en lugar de una parodia. Creo que las entrevistas que tenemos con personas reales y celebridades tienen un valor propio que va más allá de la parodia".

### Desarrollo del piloto
Eric André se describió a sí mismo como "totalmente arruinado" en su situación económica durante el 2009, y "ahorraba haciendo comerciales y stand-up aleatorios", cuando produjo el piloto de The Eric Andre Show, conocido originalmente como Duh Air Ache On Dre Shoe. El piloto tuvo como coanfitrión a Hannibal Buress y fue dirigido por Andrew Barchilon y Kitao Sakurai. Fue filmado "durante unos días" en una bodega abandonada en Brooklyn en 2009. 
Después de filmar segmentos de hombre en la calle, André se quedó sin dinero y no pudo pagar un editor. Sabiendo que sería demasiado difícil explicar cómo editar la "pila de metraje de basura", André asumió la tarea él mismo y pasó un año aprendiendo Final Cut. Luego, el piloto se envió a "un montón de cadenas" (incluida la NBC y MTV) donde fue rechazado al menos en una ocasión por "parecer un poco barato y de acceso público", pese a que ese era el objetivo principal. Keith Crofford de Adult Swim dijo en 2013 que, al ver el piloto, hacer el programa "fue prácticamente bastante obvio a partir de ahí". Partes del piloto se mostraron en San Diego Comic Con 2013, aunque se desconoce si se ha grabado el panel completo.

## Elenco

### Presentadores
Tanto el presentador Eric André como el copresentador Hannibal Buress interpretan caricaturas exageradas de sí mismos.
- Eric André: Es el presentador del show. En la serie, Eric se interpreta una versión de él mismo consistentemente excéntrico, disfuncional, violento y psicótico. Eric constantemente sobreactúa durante las entrevistas, actúa de manera agresiva con los miembros de su equipo, se desvía del guion, se expone continuamente a todos los que lo rodean y, en general, se propone hacer que sus invitados se sientan lo más incómodos posible, todo lo cual tiene la intención de actuar, una táctica utilizada en invitados famosos para mostrar las distinciones entre cada una de sus reacciones al entorno del set.
- Hannibal Buress (temporadas 1-5): Como el copresentador del programa, Hannibal sirve como un hombre relativamente serio para las bromas de Eric, a pesar de que generalmente actúa de manera tan extraña como él, principalmente notable en el episodio "The Hannibal Buress Show". Hannibal es menos raro que André y, por lo general, termina corrigiendo los errores de André, avergonzándolo en el escenario. Como solo hay dos sillas en el escenario, Hannibal termina regalando su asiento cuando aparece un invitado, y se queda torpemente parado junto a ellos e intenta desconcertarlos por el comportamiento de Eric. En el episodio de la quinta temporada, "Hannibal Quits", Hannibal abandona el programa.[15][1] En el último episodio de aquella temporada, "The 50th Episode!", Hannibal hace una breve y última aparición, afirmando que estaba en una tienda y le explica a Eric que el nunca existió. Hannibal de repente desaparece, y una foto de él, junto con una bicicleta con su rueda delantera dañada con velas y flores, implicarían que Hannibal podría haber muerto en un accidente de tránsito.[16]
- James Hazley como Blannibal (temporada 5): Creado por Eric como un clon mutante desde los pelos de la nariz de Hannibal, es el copresentador del show durante 5 episodios. A diferencia de todos los presentadores, Blannibal, debido a su naturaleza mutante, habla muy poco o no se le entiende. En ocasiones puede comportarse un poco caótico, pero no afecta al entrevistado. Blannibal renuncia al programa en el episodio "Blannibal Quits", y le da la oportunidad a Eric de clonarlo, pero este fracasa.
- Felipe Esparza (temporada 3 y 5): Esparza ha dado algunos roles dentro de la serie. Durante una entrevista con Ryan Phillippe, Felipe Esparza es presentado como el copresentador de Hannibal. Durante la quinta temporada, después de la salida de Hannibal y Blannibal, Esparza hace su debut como copresentador regular en algunos episodios, junto a Lakeith Stanfield. A diferencia de Hannibal, Esparza es relativamente menos caótico.
- Lakeith Stanfield (temporada 5): Lakeith hace su primera aparición en el episodio "Blannibal Quits" de la quinta temporada. Solo hace su papel de copresentador en 2 episodios.

### Actores falsos
Varios personajes en el show son interpretados por actores imitadores, quienes retratan a distintos celebridades o elementos de la cultura popular. Algunos actores vuelven a aparecer en otros episodios. Ejemplos destacables pueden ser:
- David Haskin como George Clooney: Fue el primer entrevistado en la serie. En la serie, es presentado como un sujeto tranquilo. Vuelve a ser entrevistado en la segunda temporada.[17] Clooney luego aparece en varios episodios como una broma hacia los entrevistados durante el transcurso de la serie.
- Semere Etmet como Russell Brand: En la serie, Russell Brand aparece como un señor de edad avanzada, con un nivel de inglés bajo y una actitud tranquila pero excéntrica y rara. Se le ve usualmente vestido con un sombrero, sin camisa, con un overol blanco, y se le ve llevando una guitarra pequeña o una botella con un líquido blanco. Es entrevistado en el segundo episodio de la serie.[18] Los codirectores Sakurai y Barchilon admitieron que "no [estaban] completamente seguros de dónde venía Etmet y que el sigue apareciendo en el set". Russell Brand luego aparece en varios episodios como cameos durante el transcurso de la serie. En la segunda temporada, Russell entrevista a distintas mujeres en la carpeta roja durante los premios Gracie.
- Bruce Vilanch como Arnold Schwarzenegger: es entrevistado en el tercer episodio de la primera temporada. Interrumpe en dos ocasiones a Eric, estrellando su carro contra su escritorio.
- Joyce Geronimus como Shirley Temple: es la invitada musical en el tercer episodio de la primera temporada. Canta una versión editada de la famosa canción infantil Hickory Dickory Dock.[19]
- Kyle Bostic como Reese Witherspoon: Witherspoon es presentado en la serie por un actor afroamericano con una simple peluca rubia, y tiene un comportamiento directo, grosero y extrovertido.[20] Es entrevistado en un episodio en la primera y tercera temporada.
- Sun Jae Kim como Hulk: En la serie, el actor interpretando a Hulk tiene todo su cuerpo pintado de verde, usa jeans y tiene un cuerpo delgado. El tema de su entrevista en la primera temporada es como este Hulk perdió su virginidad en Ámsterdam con una prostituta.[21] Hace una aparición en la segunda temporada, incomodando al actor Lou Ferrigno, quien hizo el papel de Hulk en la serie de 1978.
- Wilson Ugwu como Jerry Seinfeld: En la primera temporada, Seinfeld presenta su actuación de comedia Stand-up quejándose de la comida de una aerolínea.[22]
- Huynh Quang y Beverly Swanson respectivamente como Jay-Z y Beyoncé: Jay-Z es interpretado en la serie como un hombre grosero y violento, mientras que Beyoncé es interpretada como una persona sensible. Pese a esto, ambos se tratan con cariño. Son entrevistados en la primera y tercera temporada.
- Joe Richards como Jack Nicholson
- Neil Charles como will.i.am

### Banda musical
La banda musical dentro del show también se destaca por su participación regular en el programa. El baterista durante la apertura del programa, casi siempre es agredido por Eric. En ocasiones, Eric también puede destruir los instrumentos de los otros miembros durante la apertura.

#### Temporada 1-3
- Tom Ato como el guitarrista
- Early McAllister como el saxofonista
- Pfelton Sutton como el baterista
- Jerry Wheeler como el trombonista
- Adora Dei como la teclista
- Karen Elaine (temporada 1), JV Smith (temporada 2) y RJ Farrington (temporada 3) como el bajista

#### Temporada 4
Toda la banda fue reemplazada al comienzo de la cuarta temporada con un grupo de hombres mayores.
- Harold Cannon como el cantante
- Don Peake como el guitarrista
- Emilio Palame como el teclista
- Oscar Rospide como el bajista
- Tony Katsaras como el baterista

#### Temporada 5
En la quinta temporada, la banda es reemplazada por un equipo totalmente japonés.
- Sumiyo Iwasawa como maraca y flauta dulce
- Masatoshi Nishimura como el guitarrista y vocalista
- Rayko como la vocalista
- Jiro Okabe como el bajista
- Ryo Okumoto como el teclista
- Takashi "Chi" Saito como el baterista

## Recepción
Al final de la primera temporada, Christopher R. Weingarten de SPIN describió el programa como "posiblemente los diez minutos más extraños (y fascinantes) de la televisión contemporánea". Agregando que el programa combina "la humanidad casera de Fernwood 2 Night, las tiras surrealistas de Möbius de Tim & Eric, la picardía dadá de Tom Green y las bromas cinéticas de Jackass, [Eric André es] en última instancia, un Andy Kaufman para la generación del Four Loko".